# Kostel svatého Michaela archanděla (Jiříkov)
Kostel svatého Michaela archanděla v Jiříkově v okrese Bruntál v Moravskoslezském kraji je barokní stavbou z roku 1787. Je zapsán na seznamu kulturních památek. Po roce 2000 zchátralý kostel od římskokatolické církve koupil místní řezbář Jiří Halouzka a zahájil jeho opravy.

## Historie

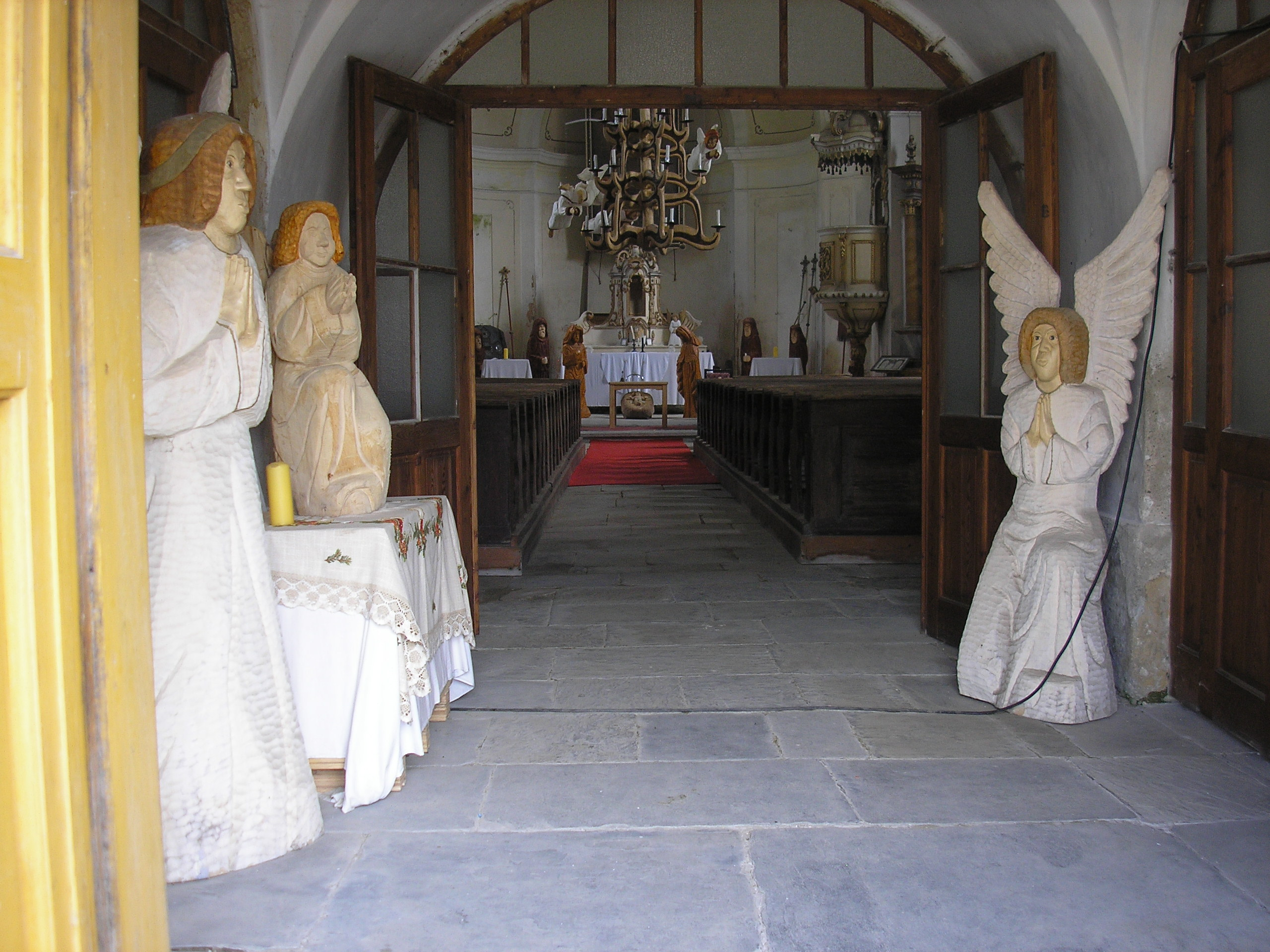
Pohled do interiéru

Kostel byl vystavěn v roce 1787 na místě starší stavby z roku 1605. Z této stavby se zachovalo jádro věže. Ještě před polovinou 19. století byla původně plochostropá loď opatřena novým podhledem a zároveň byla upravena okna.
Po roce 2000 vandaly poničený kostel koupil Jiří Halouzka. Kostel měl rozbitá okna, vytrhané píšťaly z varhan i podlahy. Nový majitel z něj nechal vyvézt suť a zasklít okna, vyměnit podlahy i schody na zvonici. Z jediného kusu dřeva vyřezal lustr a také sochy andělů, kteří se vznáší nad oltářem. V kostele pořádá adventní koncerty.

## Popis kostela
Přibližně orientovaná stavba s krátkým, projmutě odsazeným, segmentově ukončeným kněžištěm. K jižní zdi kněžiště přiléhá čtyřboká sakristie. Loď má obdélný půdorys se zaoblenými východními nárožími. V ose západního průčelí vystupuje z hmoty rizalit hranolové věže. Fasády člení sdružené pilastry, které oddělují okna s půlkruhovým záklenkem (dodatečně sníženým do segmentu); fasádu nahoře uzavírá podstřešní římsový vlys.

### Interiér
Kněžiště je zaklenuto pruskou klenbou mezi pasy, dosedajícími na přízední pilíře. V síle východní zdi je umístěn oltářní výklenek zakončený konchou. Sakristie je zaklenuta vaelnou klenbou s výsečemi. Rovný strop lodi, nesený vysokými fabiony s oblými výsečemi, leží na přízedních pilířích.